# Schalfkogel
Der Schalfkogel ist ein 3537 m ü. A. hoher Berg im Ramolkamm, eines nordwärts verlaufenden Abzweigs des Hauptkamms in den Ötztaler Alpen, im österreichischen Bundesland Tirol. Von Osten gesehen zeigt der Berg eine steile Firn- und Felsflanke über dem Gurgler Ferner, nach Norden zieht ein Firngrat, der im oberen Bereich eine steile Firnscheide bildet. Von Westen sieht man den Gipfel als flache, gleichmäßige Pyramide. Zuerst bestiegen wurde der Berg im Jahr 1830 durch den französischen Reiseschriftsteller Frédéric Mercey, einigen Trägern aus dem Pfelderer Tal und einem Bergführer aus Meran, dessen Name allerdings nicht überliefert ist.

## Lage und Umgebung
Der Schalfkogel liegt etwa sieben Kilometer Luftlinie südsüdwestlich von Obergurgl, einem Ortsteil der Gemeinde Sölden. Der Berg ist vollkommen von Gletschern umgeben. Im Nordwesten liegt der Diemferner, im Nordosten der Gurgler Ferner, sowie der Kleinleitenferner und im Süden der Nördliche Schalfferner, der früher mit dem Schalfferner verbunden war. Benachbarte Gipfel sind im Westen, getrennt durch das Diemjoch (3315 m), der 3398 m hohe Hintere Diemkogel. Im Verlauf des Nordgrats liegt, getrennt durch das 3287 Meter hoch gelegene Firmisanjoch, die Firmisanschneide mit 3490 m Höhe. Im Süden liegt, getrennt durch das Schalfkogeljoch (3373 m), die 3446 m hohe Kleinleitenspitze.

## Stützpunkte und Routen
Die Route der Erstbesteiger im Jahr 1830 führte vom Pfelderer Tal aus hinauf zum Hochwildejoch (auf 3225 m Höhe) und über den Schwärzenkamm zum Steinernen Tisch, wo heute das Hochwildehaus steht. 1830 befand sich dort bereits ein steinerner Schuppen, in dem Mercey und seine Gefährten Rast machten und dann in westlicher Richtung zum Schalfkogel querten. Es zeigte sich, dass einigen Teilnehmern der Gesellschaft die starke Sonneneinstrahlung auf dem Gletscher ernste Probleme mit den Augen bereiteten. Nach kurzem Gipfelaufenthalt stieg man ab nach Katharinaberg im Schnalstal.
Für eine Begehung des Schalfkogels über den Normalweg, den leichtesten Anstieg, dient das von Obergurgl aus erreichbare Hochwildehaus auf 2883 m Höhe als Ausgangspunkt. Der Weg führt von der Hütte aus als Hochtour mit entsprechender Ausrüstung und Gletschererfahrung zunächst in westlicher Richtung entlang der 2800-Meter-Höhenlinie über den Gurgler Ferner. Vom Schalfkogeljoch gelangt man über den felsigen Südgrat zum Gipfel in, laut Literatur, insgesamt vier Stunden Gehzeit vom Hochwildehaus. Auch vom nördlich gelegenen Ramolhaus (3005 m) ist eine Besteigung möglich. Der Anstieg von Norden erfolgt über das Firmisanjoch und den Nordgrat in drei Stunden.